# Tas-Sliema
Tas-Sliema (engelska: Sliema) är en stad och  kommun på Maltas nordkust. Den har cirka 24 000 invånare och är därmed den tredje största kommunen i Malta, efter Birkirkara och St. Paul's Bay. Sliema är ett stort kommersiellt centrum i landet, med många butiker, restauranger och kaféer.
Sliema, som betyder "lugn", var förr en tyst fiskeby, men har numera tillsammans med St. Julian's utvecklats till landets primära turiststad.[källa behövs]

## Galleri

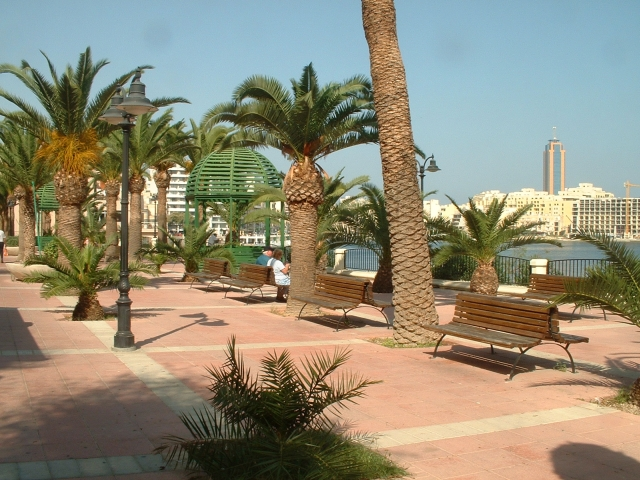
Strandpromenaden i Sliema
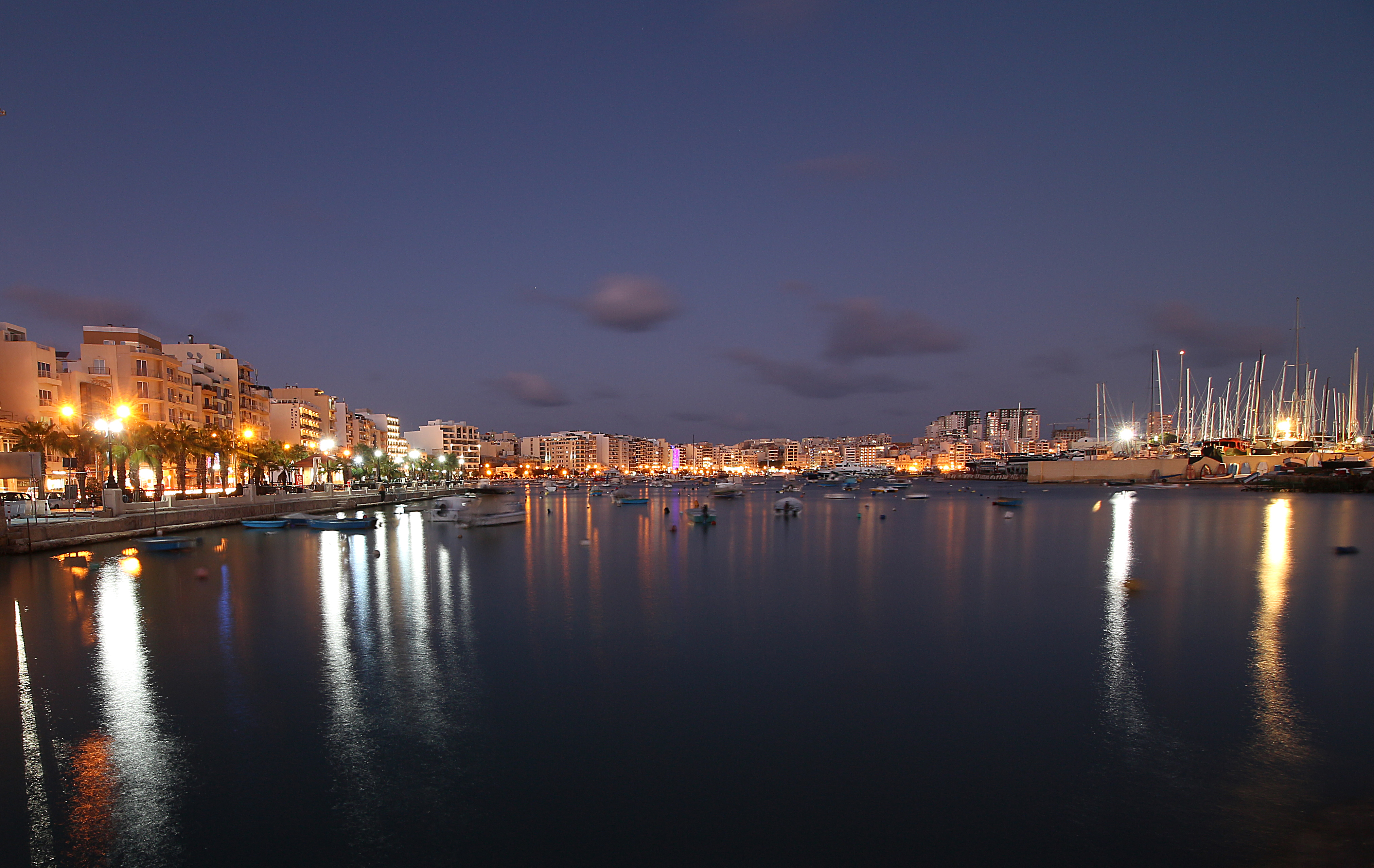
Sliema 1998
- Sliema Creek